# Route départementale 13 (Ardennes)
Pour les articles homonymes, voir Route départementale 13.
La route départementale 13, abrégée en D13, est une route départementale des Ardennes qui relie Nouzonville aux Hautes-Rivières, en passant par le Col du Loup. Elle relie ainsi les vallées de la Meuse et de la Semoy en traversant le plateau.

La D13 prend fin dans la commune des Hautes-Rivières à la frontière avec la Belgique, dans la Gorge de Saint-Jean. La route se poursuit sur le territoire belge en direction de Gedinne.

## Tracé
- Nouzonville
- Solférino, commune de Joigny-sur-Meuse
- Col du Loup, commune de Haulmé
- Les Hautes-Rivières
- Linchamps, commune des Hautes-Rivières
- Gorge de Saint-Jean, commune des Hautes-Rivières, frontière avec la Belgique